# Coral McInnes Buttsworth
Coral Annabell McInnes, coniugata Buttsworth (Taree, 7 giugno 1900 – Hazelbrook, 20 dicembre 1985), è stata una tennista australiana.

## Biografia
Durante la sua carriera vinse il singolare all'Australian Open nel 1931 vincendo contro Marjorie Cox Crawford in tre set (1-6, 6-3, 6-4). L'anno seguente bissò la vittoria battendo in finale Kathrine Le Mesurier per 9-7, 6-4. L'anno successivo nel 1933 giunse in finale perdendo contro Joan Hartigan Bathurst.
Nel doppio vinse nel 1932 la competizione australiana esibendosi in coppia con Marjorie Cox Crawford, riuscendo ad avere la meglio con un doppio 6-2 la coppia formata da Kathrine Le Mesurier e Dorothy Weston.